# Recuva
Recuva ( [rɪˈkʌvə] )  — це програма відновлення видалень для Windows, розроблена Piriform Software. Він здатний відновити файли, які були позначені як видалені; операційна система позначає області диска, на яких вони зберігалися, як вільний простір.  Recuva може відновлювати файли, видалені з внутрішніх і зовнішніх жорстких дисків, флеш-накопичувачів USB, карт пам’яті, портативних медіаплеєрів або всіх носіїв з довільним доступом із підтримуваною файловою системою. Ескізи попереднього перегляду непошкоджених фотографій можна відображати в режимі сітки та на бічній панелі.   
Vnunet.com описав Recuva як «ефективний інструмент для відновлення або відновлення файлів, які ми відправили на переробку та видалили в минулому».  Програма працює з файловими системами FAT, exFAT і NTFS Windows.  Він здатний відновити втрачену структуру каталогів і автоматично перейменовує файли при спробі відновити два файли з однаковою назвою. Починаючи з версії 1.5.3, він також може відновлювати файли з файлових систем Ext2, Ext3 і Ext4 Linux. 
Як і в інших програмах для відновлення файлів, Recuva працює шляхом пошуку даних без посилання, але якщо операційна система записала нові дані поверх видаленого файлу, відновлення часто буде неможливим.  